# Gräberfeld von Kriechau
Koordinaten: 51° 14′ 32″ N, 12° 1′ 1″ O
Das Gräberfeld von Kriechau in Sachsen-Anhalt aus der Merowingerzeit, eingeordnet ins 5. und 6. Jahrhundert, wurde 1941 in einer Kiesgrube entdeckt und ausgegraben.

## Fundbeschreibung
Das Gräberfeld von Kriechau aus der Merowingerzeit, ein Fundkomplex mit wenigen Körpergräbern, wurde 1941 in einer Kiesgrube entdeckt und ausgegraben. Die Publikation erfolgte durch Berthold Schmidt, der den Fundstoff seinen Stufen II und III (450–600 n. Chr.) zuwies. Die wichtigsten Funde aus dem Gräberfeld, Keramik und Lanzenteile, stammen aus Körpergräbern. Die Thüringische Drehscheibenkeramik, ein Krug und zwei Schalen, blieb nahezu unversehrt erhalten.
Der hell- bis mittelgraue Krug mit einer Höhe von 26,2 cm und einem Durchmesser von 16,3 cm, dessen Oberfläche porös ist, hat einen ausgebrochenen Rand und einen unterrandständigen Henkel. Die Bruchstücke vom Krug wurden wieder eingesetzt. Das Material ist gebrannter Ton, auf der Drehscheibe geformt. Eine graue bis dunkelgraue Schale der gleichen Machart mit einer Höhe von 12 cm und einem Durchmesser von 19,8 cm ist zusätzlich  mit Einglättornamenten an Rand und Hals versehen. Auch am Unterteil sind 4 radiale breite Glättstreifen angebracht. Bei einer weiteren grauen Schale aus Grab 3 mit einer Höhe von 8,4 cm und einem Durchmesser von 16,2 cm, die fein geschlämmt ist, sind die wohl ursprünglich vorhandenen Einglättornamente abkorrodiert.
Zwei germanische Lanzenspitzen, die eine mit einer Länge von 20 cm, die andere mit einer Länge von 47,5 cm, bestehen jeweils aus einer Metallspitze mit Ganztülle, deren Oberfläche durch Korrosion vernarbt ist. Das Material ist Eisen, geschmiedet. Sowohl die Keramik als auch die Lanzenspitzen wurden während der Völkerwanderung (375–568 n. Chr.) hergestellt und genutzt.

## Ausstellung
Grabfunde der Merowingerzeit aus Kriechau – Thüringer Drehscheibenkeramik, hier ein Krug und zwei Schalen sowie zwei Lanzenspitzen aus Körpergräbern – sind in der Abteilung Ur- und Frühgeschichte im Museum Weißenfels (Schloss Neu-Augustusburg) ausgestellt.